# درمان هدفمند

بیمارها و بیماری‌هایشان برای شناسایی موثرترین درمان برای مورد ویژه‌شان، پروفایل‌بندی می‌شوند.

درمان هدفمند یا درمان هدفمند در سطح مولکولی (به انگلیسی: molecularly targeted therapy) یکی از روش‌های درمانی مهم پزشکی (دارودرمانی) در سرطان است. روش‌های دیگر شامل هورمون‌درمانی و شیمی‌درمانی کشندهٔ سلول (cytotoxic) است. به عنوان یکی از انواع پزشکی مولکولی، درمان هدفمند رشد یاخته‌های سرطانی را با دخالت در مولکول‌های ویژه مورد نیاز برای سرطان‌زایی و رویش تومور متوقف می‌سازد. این موضوع بر خلاف روش سنتی شیمی‌درمانی است که کارش توقف رشد سریع سلول‌های سرطانی که به سرعت در حال تقسیم و تکثیر هستند. از آنجایی که بیشتر داروهای مورد استفاده در درمان هدفمند از نوع زیست‌دارو هستند، گاهی واژه درمان زیستی را به‌جای درمان هدفمند به‌کار می‌برند. هرچند، می‌توان هر دو روش را با هم ترکیب کرد که در روش درمانی «ترکیب دارو-پادتن» دیده می‌شود.